# Нікола Кірічалло
Нікола Кірічалло (італ. Nicola Chiricallo, 2 грудня 1933, Барі — 6 березня 2004, Барі) — італійський футболіст, що грав на позиції нападника. По завершенні ігрової кар'єри — тренер.

## Ігрова кар'єра
Народився 2 грудня 1933 року в місті Барі. Вихованець футбольної школи клубу «Барі». Дорослу футбольну кар'єру розпочав 1951 року в основній команді того ж клубу, в якій провів два сезони, взявши участь у 29 матчах Серії С. Згодом з 1953 по 1956 рік грав у складі команд клубів «Трані» та «Ромулеа».
1956 року Кірічалло став гравцем «Лаціо». Відіграв за «біло-блакитних» наступні три сезони своєї ігрової кар'єри, втім основним гравцем не був, провівши за цей час лише 12 матчів у серії А, забивши 3 голи. Дебютував у елітному дивізіоні 28 жовтня 1956 року в матчі з «Аталантою» (2:2). За час виступів за «орлів» виборов титул володаря Кубка Італії.
1959 року перейшов у клуб Серії В «Мантова», де виступав під керівництвом Едмондо Фаббрі, після чого грав за «Таранто» та «Ліберті Барі». Завершив професійну ігрову кар'єру у клубі «Матера», за команду якого виступав протягом 1967—1969 років..

## Кар'єра тренера
Розпочав тренерську кар'єру відразу ж по завершенні кар'єри гравця, 1969 року, очоливши тренерський штаб клубу в якого завершив ігрову кар'єру, «Матера», пропрацювавши на посаді до 1972 року. В поальшому очолював ряд нижчолігових італійських клубів.
Останнім місцем тренерської роботи був клуб «Монополі» з Серії C1, головним тренером команди якого Нікола Кірічалло був протягом 1989 року.
Помер 6 березня 2004 року на 71-му році життя в результаті серцевого нападу під час товариського матчу на полі Ді Каньо Аббресія в рідному місті Барі.

## Титули і досягнення

### Як гравця
- Володар Кубка Італії (1):

«Лаціо»: 1958